# Rainer-Maria Weiss
Rainer-Maria Weiss (* 1966 in Neuburg an der Donau) ist ein deutscher prähistorischer Archäologe und Museumsleiter.

## Leben
Rainer-Maria Weiss studierte Vor- und Frühgeschichte sowie Kunstgeschichte an der Universität Regensburg, wo er 1995 promoviert wurde.
1990 wurde er Mitarbeiter des Bayerischen Landesamtes für Denkmalpflege in Regensburg. 1991 erfolgte ein Wechsel an das Museum für Vor- und Frühgeschichte in Berlin. Weiss war im Weiteren sowohl in Berlin als auch in Bayern in der Denkmalpflege tätig. Auch arbeitete er für das Gäubodenmuseum in Straubing. 2001 wurde Weiss zum Kurator im Berliner Museum für Vor- und Frühgeschichte ernannt.
Im Jahr 2003 erfolgte seine Ernennung zum Direktor des Archäologischen Museums Hamburg - Helms-Museums in Hamburg.  Auch obliegt ihm als Hamburger Landesarchäologe in der Freien und Hansestadt Hamburg und im Landkreis Harburg die Bodendenkmalpflege.
Gemeinsam mit Anne Klammt betonte Weiss auf der Grundlage neuer archäologischer Erkenntnisse, bei der Anlage Hamburgs („Hammaburg“) habe es sich nicht wie bis dahin vermutet um eine Kirchengründung gehandelt. Vielmehr sei die Stadt aus einem Ort heraus entstanden, an dem Handel getrieben wurde.

## Mitgliedschaften
Rainer-Maria Weiss ist Vorstandsmitglied der Hermann Rauhe-Stiftung in Hamburg. Darüber hinaus gehört er dem Vorstand des Kulturforums Hamburg e. V. an.

## Veröffentlichungen (Auswahl)
- Prähistorische Brandopferplätze in Bayern (= Internationale Archäologie; Band 35). Verlag Marie Leidorf, Espelkamp 1997, ISBN 3-89646-307-1 (Dissertation; Rezension: Heiko Riemer: In: Archäologische Informationen. 22/1, 1999, S. 79–82).
- (Hrsg., mit Anne Klammt): Mythos Hammaburg. Archäologische Entdeckungen zu den Anfängen Hamburgs. Archäologisches Museum Hamburg 2014, ISBN 978-3-931429-27-0.
- (Hrsg.): Hammaburg. Wie alles begann. Archäologisches Museum Hamburg, Hamburg 2016, ISBN 3-529-05271-X.
- (Hrsg.): 120 Jahre Archäologisches Museum Hamburg, Stadtmuseum Harburg, Helms-Museum. Archäologisches Museum Hamburg, Stadtmuseum Harburg, Hamburg 2018, ISBN 978-3-931429-34-8.
- (Hrsg.): Burgen in Hamburg. Eine Spurensuche. Wachholtz, Kiel/Hamburg 2021, ISBN 978-3-529-05070-1.